# Mniszek (Mazovie)
Pour les articles homonymes, voir Mniszek.
Mniszek (prononciation : [ˈmniʂɛk]) est un village polonais de la gmina de Wolanów dans le powiat de Radom de la voïvodie de Mazovie dans le centre-est de la Pologne.
Il se situe à environ 8 km à l'ouest de Wolanów (siège de la gmina), 22 km à l'ouest de Radom (siège du powiat) et à 95 km au sud de Varsovie (capitale de la Pologne).
Le village comptait approximativement une population de 500 habitants en 2004.

## Histoire
De 1975 à 1998, le village appartenait administrativement à la voïvodie de Radom.